# ليا غيليام
ليا غيليام (بالإنجليزية: Leah Gilliam)‏ هي مخرجة أفلام أمريكية، وفنانة وسائط تتعامل مع قضايا العرق، والنوع الاجتماعي، والتوجه الجنسي في فنها. شغلت غيليام منصب مديرة المشاريع، ومحفزة مجتمعية في معهد غيملاب للعب وعضو هيئة تدريس زائرة في كلية فيرمونت للفنون الجميلة. وهي حاليًا نائبة رئيس الاستراتيجية والابتكار في منظمة فتيات يبرمجن.

## النشأة والتعليم
ولدت غيليام في عام 1967 في واشنطن العاصمة. وهي ابنة الرسام التجريدي سام غيليام، ودوروثي باتلر غيليام، أول مراسلة سوداء لصحيفة واشنطن بوست، نشأت مع والدين كان لهما دور أساسي في تعريضها للإنتاج الثقافي في نشأتها. التحقت بجامعة براون، وهناك درست الثقافة الحديثة والإعلام. تخرجت غيليام مع بكالوريوس الآداب عام 1989. حصلت على درجة الماجستير في الفنون الجميلة عام 1992 من جامعة ويسكونسن ملواكي لدراسة الأفلام ودراسات القرن العشرين. درست أيضًا في جامعة نيويورك منذ عام 2006 وحتى عام 2008. منذ حصولها على درجة الماجستير في الدراسات المهنية في الاتصال التفاعلي من جامعة نيويورك، حصلت غيليام على عدد من المناصب الأكاديمية وفي مختبرات التصميم.

## مناصب التدريس
كانت غيليام محاضرة بالفعل في قسم الأفلام بجامعة ويسكونسن -ملواكي منذ عام 1991 وحتى عام 1992، وهو العام الذي سبق منافستها لماجستير الفنون الجميلة. في عام 1993 اتخذت غيليام منصب الفنانة الزائرة في قسم الفيديو في مدرسة معهد الفن في شيكاغو. وأصبحت أستاذة مساعدة في الفيديو في عام 1995. بقيت هناك لعام واحد فقط، ثم تركته لتصبح أستاذة مساعدة في قسم الأفلام والإلكترونيات في كلية بارد. حصلت في عام 2002 على وظيفة بصفة أستاذة مشاركة وبقيت في كلية بارد حتى سبتمبر 2007. خلال فترة عملها في كلية بارد، عملت كعضو هيئة تدريس لبرنامج بارد في الدراسات العليا للفنون الجميلة، ومديرة لبرنامج الفنون المتكاملة، ورئيسة لقسم الفنون. على الرغم من غيابها عن قائمة أعضاء هيئة التدريس في بارد، ما تزال غيليام تظهر على الموقع الرئيسي للكلية في قائمة صور دورية تضم أعضاء هيئة التدريس وطلاب محددين.

## الفن
«يبحث عمل ليا غيليام في كيفية إنتاج المعرفة وترميزها وكيف أن إعادة توجيه النصوص الثقافية الواعية تتحدى آثارها وبنيتها. من الناحية العملية، تخصص نصوصًا وتستخدمها كنقطة انطلاق لتفسير القضايا الأكبر للعرق، والنوع الاجتماعي والتوجه الجنسي».
غالبًا ما ركز عمل غيليام على التكنولوجيا والتقادم. يبرز هذا الاهتمام في العديد من أعمالها. كانت مساهماتها في العرض الرقمي «تيارات الأرقام الثنائية» في متحف ويتني للفن الأمريكي في عام 2001 عبارة عن أجهزة كمبيوتر ماك قديمة تعرض أجزاء من عروض دعائية قديمة من أفلام سوبر 8. عملت قرصها المضغوط لعام 1998 والمنقسم إلى: البياض، والمستقبلية السالفة، وأوميغا مان مع مقطع دعائي من 8مم لفيلم كوكب القردة (بلانت أوف آبس)، ووصفته بأنه عمل «يستحوذ على هوس تقنيات الوسائط القديمة». تناولت لوحة أخرى بشكل كبير أفكار التقادم والتكنولوجيا وإعادة توجيه النصوص الثقافية، وحظي برنامج عمل غيليام للمناظر الطبيعية بقدر كبير من الاهتمام أثناء إقامته منذ 12 يوليو حتى 22 سبتمبر 2002 في المتحف الجديد للفن المعاصر. في عام 2000 حصلت غيليام أيضًا على جائزة المجالات الناشئة من مؤسسة كرييتف كابيتال.

### برنامج المناظر الطبيعية
نظم هذا المعرض المنفرد مارك تريب مع آن إليغود، المنسقة المساعدة للمتحف الجديد للفن المعاصر. «تألف التركيب من مركز قيادة تابع لوكالة ناسا مهجور وزائف مع لقطات للمريخ حصلوا عليها من مسبار سوجورنر وجرى التلاعب بها بواسطة الكمبيوتر... في مهمة مارس باثفايندر التابعة لناسا عام 1997، إلى جانب عمل الفيديو الخاص بغيليام والصور الأخرى التي عُثر عليها». تتخلل بعض لقطات المسبار الأصلية لقطات جرت معالجتها رقميًا التقطتها غيليام في نهر هدسون، ما يشكل اتصالًا بين اثنين من المناظر الطبيعية المختلفة اختلافًا جذريًا. تبتعد غيليام عن فكرة فن المناظر الطبيعية كأرض للرسامين، وتشير إلى نشوء نوع جديد من فن المناظر الطبيعية كاستجابة «لتأثير الوسائط الجديدة على التمثيل الثقافي». أنشأت غيليام على فرع من أقراص الدي في دي، بعنوان فصل الربيع للمريخ، قدمت فيه قصة عن ما حدث لمسبار سوجورنر بعد أن فُقد الاتصال به في 24 سبتمبر 1997. في فصل الربيع للمريخ، تستطيع مخترقة شابة إعادة التواصل مع المسبار، وتأتي القصة «دائرة كاملة ضمن التداعيات المتزايدة للشتات والإرث».